# Partikularisme
Partikularisme (af latin: particula = "lille del") er et begreb, som kan bruges inden for flere felter om særbehandling af nogen. Partikularisme går i brede træk ud på, at der ikke findes (eller bør findes) generelle eller alment gyldige, moralske principper. Den rette handlemåde bør med andre ord være afhængig af situationen.
En særlig form for partikularisme er at hævde eller begunstige særinteresser på bekostning af en større gruppes interesser.
Partikularismens modsætning er universalisme.
| filosofi | Spire Denne filosofiartikel er en spire som bør udbygges. Du er velkommen til at hjælpe Wikipedia ved at udvide den. |